# 메시에 110
M110(NGC 205)은 안드로메다자리 방향으로 약 290만 광년 떨어진 왜소타원은하이다. M110은 국부 은하군에 속하며, 안드로메다 은하의 가장 밝은 위성 은하이다. 1773년 샤를 메시에가 발견하고, 메시에 목록의 가장 마지막 번호를 부여했다.

## 특징
반지름은 약 5,000 광년, 절대 등급은 -13.8, 겉보기 등급은 +7.9이다. 망원경으로 보면 안드로메다 은하(M31)랑 붙어있는데 실제로 안드로메다 은하와 M110의 거리는 가깝다. 그래서 M110은 M32와 함께 안드로메다 은하의 위성 은하이기도 불린다.

## 같이 보기
- 메시에 천체 목록